# 石狩・空知地方
石狩・空知地方（いしかりそらちちほう）は日本の都道府県の一つ、北海道における地域区分である。

## 概要
石狩振興局（札幌市中央区）と空知総合振興局（岩見沢市）の管内。両管内とも北海道の中央部を意味する「道央」に含まれるが、広義の「道央」に分類される場合がある後志総合振興局（虻田郡倶知安町）管内や道南地域に分類される場合もある日高振興局（浦河郡浦河町）と胆振総合振興局（室蘭市）の管内を含まないことを明確にする場合にこの呼称が使用される。令制国の区分では大部分が石狩国に属するが、石狩振興局管内の千歳市と恵庭市は胆振国千歳郡に属していた。
「石狩・空知地方」は北海道総合振興局設置条例により再編される以前の旧石狩支庁・空知支庁時代から幅広く使用されている地域区分であり、一例として国土交通省北海道開発局札幌開発建設部では業務範囲を「石狩・空知管内及び上川管内の一部」としている。
北海道総合振興局設置条例では、石狩振興局と空知総合振興局の関係はいずれも地方自治法第155条に基づく支庁として対等の関係を有しているが「広域で所管することが望ましい業務」に関しては空知総合振興局が石狩管内においても業務を担当する。